# Milena Dravic
Milena Dravić —en serbio: Милена Дравић; pronunciación, mǐlena drǎːvit͡ɕ— (Belgrado, 5 de octubre de 1940 -Ib., 14 de octubre de 2018) fue una actriz y directora de cine serbia. Fue especialmente notable por aparecer en un gran número de películas de la antigua Yugoslavia.

## Filmografía
- The First Fires (1961)
- Kozara  (1962)
- Destination Death (1964)
- Man is Not a Bird (1965)
- The Camp Followers (1965)
- Looking Into the Eyes of the Sun (1966)
- Rondo (1966)
- Mañana (1967)
- La batalla del río Neretva (1969)
- Touha zvaná Anada (1969)
- W.R.: Mysteries of the Organism (1971)
- The Role of My Family in the Revolution (1971)
- The Battle of Sutjeska (1973)
- Samrtno proleće (1973)
- Acting Hamlet in the Village of Mrdusa Donja (1974)
- Special Treatment (1980)
- Three Summer Days (1997)
- Cabaret Balkan (1998)
- Sky Hook (1999)
- Love and Other Crimes (2008)
- St. George Shoots the Dragon (2009)